# Adrara San Rocco
Adrara San Rocco é uma comuna italiana da região da Lombardia, província de Bérgamo, com cerca de 804 habitantes. Estende-se por uma área de 9,1 km², tendo uma densidade populacional de 88 hab/km². Faz fronteira com Adrara San Martino, Fonteno, Monasterolo del Castello, Vigolo.

## Demografia
| Variação demográfica do município entre 1861 e 2011                               |
|                                                                                   |
| Fonte: Istituto Nazionale di Statistica (ISTAT) - Elaboração gráfica da Wikipedia |